# Chotěbudice (Krásný Dvůr)
Chotěbudice jsou malá vesnice, část obce Krásný Dvůr v okrese Louny. Nachází se asi tři kilometry severozápadně od Krásného Dvora. Prochází tudy železniční trať Kadaň–Kaštice. V roce 2011 zde trvale žilo 12 obyvatel.
Chotěbudice leží v katastrálním území Krásný Dvůr o výměře 25,21 km².

## Historie
V opuštěné pískovně, která se nachází severně od silnice do Veliké Vsi, byly nalezeny stopy pohřebiště a sídliště z neolitu a starší doby bronzové. Z 22 prozkoumaných objektů jich patřilo 21 do období kultur s volutovou a vypíchanou keramikou. Pouze jeden objekt v podobě nepravidelné jámy se zlomky kostí a keramiky patřil k únětické kultuře.
První písemná zmínka o vesnici pochází z roku 1196.

## Obyvatelstvo
Při sčítání lidu v roce 1921 zde žilo 264 obyvatel (z toho 107 mužů), z nichž bylo třináct Čechoslováků a 251 Němců. Až na jednoho žida se hlásili k římskokatolické církvi. Podle sčítání lidu z roku 1930 měla vesnice 187 obyvatel: 68 Čechoslováků a 119 Němců. Většina jich byla římskými katolíky, ale žil zde také jeden evangelík, patnáct členů církve československé a jeden člověk bez vyznání.
|                                                                           | 1869 | 1880 | 1890 | 1900 | 1910 | 1921 | 1930 | 1950 | 1961 | 1970 | 1980 | 1991 | 2001 | 2011 |
| ------------------------------------------------------------------------- | ---- | ---- | ---- | ---- | ---- | ---- | ---- | ---- | ---- | ---- | ---- | ---- | ---- | ---- |
| Obyvatelé                                                                 | 239  | 232  | 221  | 220  | 200  | 264  | 187  | 78   | 65   | 62   | 35   | 32   | 27   | 12   |
| Domy                                                                      | 24   | 24   | 29   | 29   | 31   | 32   | 34   | 29   | .    | 18   | 12   | 18   | 18   | 19   |
| Počet domů z roku 1961 je zahrnut v celkovém počtu domů obce Krásný Dvůr. |      |      |      |      |      |      |      |      |      |      |      |      |      |      |

## Pamětihodnosti
- Kostel svatého Štěpána, pozůstatek zaniklé středověké vesnice Mladějov, vypálené německými křižáky při tažení přes Mašťovsko roku 1421. Nachází se asi 1250 metrů západně od Chotěbudic se při cestě do Mašťova. Je ve velmi špatném stavu.
- Kaple na návsi[9]